# ماهیچه دراز خم‌کننده انگشتان پا
ماهیچه دراز خم‌کننده انگشتان پا Flexor digitorum longus muscle در بالا از سطح پشتی استخوان درشت‌نی منشا گرفته و بعد از پایین آمدن، تاندون آن بعد از عبور از پشت قوزک داخلی و کف پا به بند انتهایی انگشتان پا بجز شست متصل میشود. انقباض این عضله موجب خم شدن انگشتان مربوطه میشود. عصب آن از تیبیال و شریان آن تیبیال خلفی است.